# William Lee (peintre et potier)
Pour les articles homonymes, voir William Lee et Lee.
William Lee (Paris, 31 octobre 1860 - Saint-Amand-en-Puisaye, 17 avril 1915,) est un peintre et potier qui travailla notamment avec Jean Carriès ainsi que Georges Hoentschel en Puisaye. Il fut sociétaire des Artistes français dès les années 1890. Couronné au Salon des artistes français en 1901.
Paru dans Art et décoration en 1909.
Son travail de céramiste lui ouvre les portes du musée Galliera en juin 1911, lors d’une exposition organisée par la ville de Paris à laquelle participent également Dammouse, Decœur, Delaherche, Lachenal, Lenoble... William Lee publie L’Art de la poterie en 1913.